# Вільгельм Фармбахер
Вільгельм Фармбахер (нім. Wilhelm Fahrmbacher; 19 вересня 1888, Цвайбрюккен — 27 квітня 1970, Гарміш-Партенкірхен) — німецький воєначальник, генерал артилерії вермахту. Кавалер Лицарського хреста Залізного хреста.

## Біографія
18 липня 1907 року поступив на службу в Баварську армію. Учасник Першої світової війни. 28 лютого 1919 року вступив у фрайкор. 29 жовтня 1919 року продовжив службу в рейхсвері. 
З 15 серпня 1940 по 25 жовтня 1940 року — командир 5-ї піхотної дивізії. Учасник Польської і Французької кампаній. З 25 жовтня 1940 по 8 січня 1942 року — командир 7-го армійського корпусу. Учасник битви за Москву: корпус Фармбахера діяв у районі Мінського шосе. 7 січня 1942 року був відправлений у відпустку за станом здоров'я. З 1 травня 1942 по 10 червня 1944 і з 16 червня 1944 по 8 травня 1945 року — командир 25-го армійського корпусу. Після війни захоплений у полон американськими військами і переданий французькій владі. Перебував у французькому полоні до 1950 року.
З 15 березня 1951 по серпень 1958 року — військовий радник в Єгипті. Разом із десятком інших німецьких офіцерів відіграв важливу роль у створенні єгипетської армії.

## Звання
- Фанен-юнкер (18 липня 1907)
- Фанен-юнкер-унтерофіцер (31 жовтня 1907)
- Фенріх (9 березня 1908)
- Лейтенант (7 березня 1910)
- Оберлейтенант (19 травня 1915)
- Гауптман (22 березня 1918)
- Майор (1 лютого 1928)
- Оберстлейтенант (1 лютого 1932)
- Оберст (1 квітня 1934)
- Генерал-майор (1 серпня 1937)
- Генерал-лейтенант (1 червня 1939)
- Генерал артилерії (20 жовтня 1940)

## Нагороди
- Золота медаль принца-регента Луїтпольда (12 березня 1913)
- Залізний хрест 2-го класу (2 жовтня 1914)
- Орден «За військові заслуги» (Баварія) 4-го класу з мечами (15 листопада 1914)
- Хрест «За військові заслуги» (Австро-Угорщина) 3-го класу з військовою відзнакою (6 квітня 1917)
- Залізний хрест 1-го класу (16 червня 1917)
- Нагрудний знак «За поранення» в чорному (1918)
- Почесний хрест ветерана війни з мечами (15 грудня 1934)
- Медаль «За вислугу років у Вермахті» 4-го, 3-го, 2-го і 1-го класу (25 років) (2 жовтня 1936) — отримав 4 медалі одночасно.
- Нагрудний знак керівника гірських частин
- Орден Заслуг (Угорщина), командорський хрест (16 листопада 1937)
- Медаль «У пам'ять 1 жовтня 1938» (21 листопада 1939)
- Застібка до Залізного хреста
  - 2-го класу (21 травня 1940)
  - 1-го класу (11 червня 1940)
- Лицарський хрест Залізного хреста (24 червня 1940)
- Медаль «За зимову кампанію на Сході 1941/42» (10 серпня 1942)
- Хрест Воєнних заслуг 2-го і 1-го класу з мечами
- Німецький хрест в сріблі (30 жовтня 1943)
- Лор'янський щит — неофіційна нагорода.